# Juhannus
Juhannus (Fins voor Jonsok) is de titel van twee gedichten van Eino Leino. De eerste uit 1898 die Leino schreef is met twee strofen kort, de versie uit 1918 is veel langer. Aarre Merikanto gebruikte de korte tekst, een lofzang op midzomer. Leino refereert hier aan de schitterende zon en aan de rijpe bessen. Het stemmige lied is geschreven toen Merikanto teruggekeerd was naar een mildere vorm van klassieke muziek uit de 20e eeuw. Er is dan ook geen dissonant te horen. De stemverdeling is 2x tenor, 2x bariton, a capella.

## Tekst
Minä avaan syömmeni selälleen
ja annan päivän paistaa.
Minä tahdon kylpeä joka veen,
ja joka marjan maistaa.

Minun mielessäni on juhannus,
ja juhla ja mittumaari,
ja jos minä illoin itkenkin,
niin siellä on sateenkaari.